# Neumis Rock Circus
Neumis Rock Circus war eine deutsche Musikgruppe. Die Auftritte der Band waren eine Mischung aus Zirkus, Rockmusik, Clownerie und Kabarett. Die Band wurde 1979 in der DDR gegründet und löste sich 1983 wieder auf.

## Bandgeschichte
Neumis Rock Circus wurde 1979 von Hans-Joachim „Neumi“ Neumann (* 1952, Gesang) gegründet, der zuvor bei Karat und College Formation gesungen hatte. Er war auch Bandleader. Weitere Gründungsmitglieder waren:
- Rainer Oleak (* 1953, Keyboard), vorher bei Neue Generation; gründete 1984 Datzu
- Hans Joachim Schweda (* 1952, E-Bass), vorher bei Neue Generation;
- Stefan Schirrmacher (* 1955, Gitarre), vorher bei Pilot; ab 1984 bei Datzu;
- Daniel Mischna (* 1955, Schlagzeug), vorher Neue Generation.

Mischna wurde schon nach kurzer Zeit durch Ingo Politz (* 1959, Schlagzeug) von der Gruppe Keks ersetzt; Politz war später ebenfalls Mitglied von Datzu.
1983 gewann die Band mit Oh Darling den Grand Prix beim Internationalen Schlagerfestival Dresden. Im selben Jahr verließ Neumann die DDR, was auch das Ende der Band bedeutete.

## Diskografie

### Langspielplatte
- 1981: Neumis Rock Circus (Amiga)

### Singles
- 1980: Der Clown / Der Mann im Frack (Amiga)
- 1980: Der Simulant / Mensch, du bist krank (Amiga)
- 1982: Touristen / Die Nachbarinnen (Amiga)
- 1983: True Love / Oh Darling (Amiga)